# Astrid Lindgrens terrass

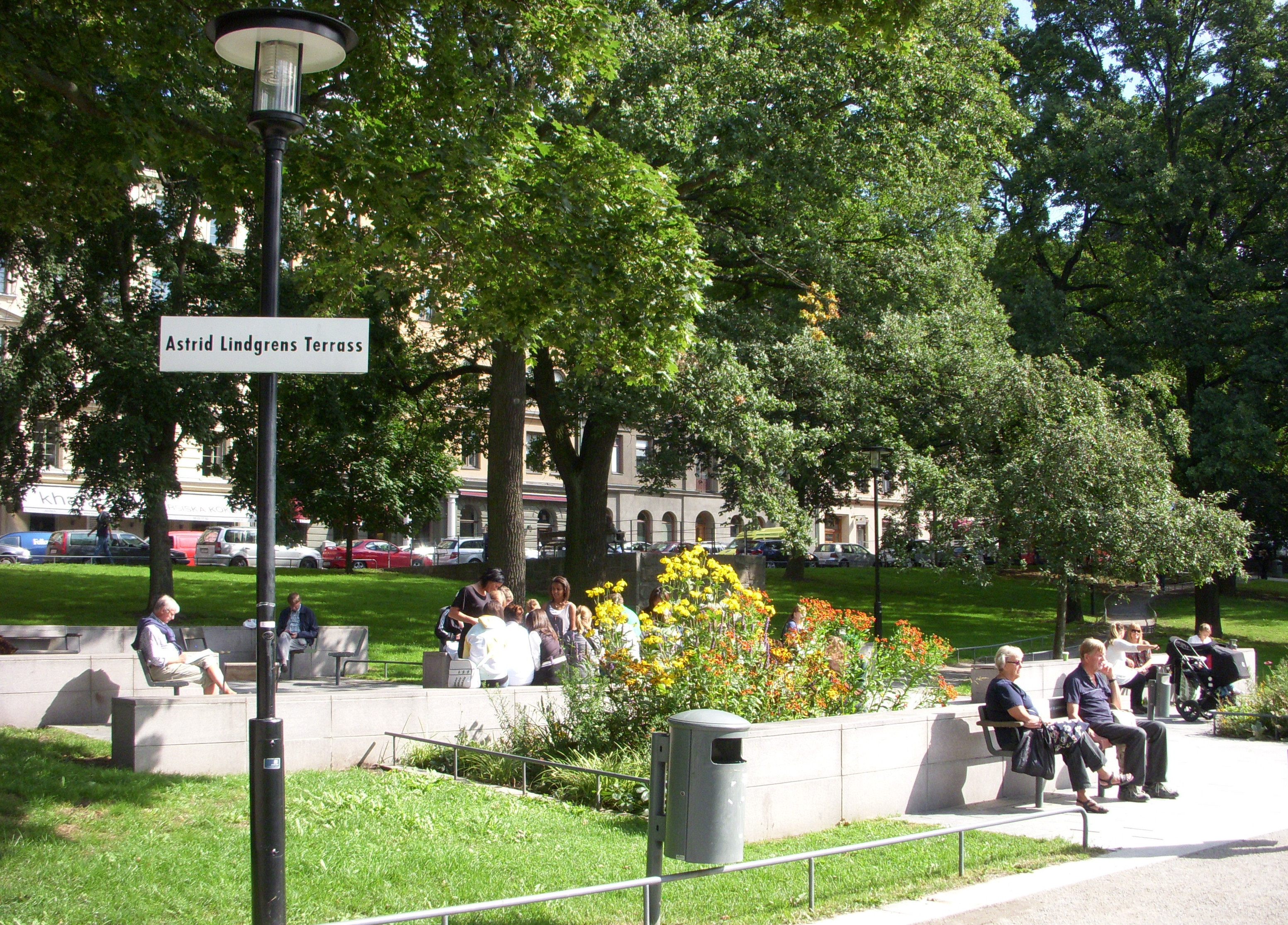
Astrid Lindgrens Terrass i Vasaparken, 2011.

Astrid Lindgrens terrass är en del av Vasaparken i centrala Stockholm som gränsar till Dalagatan.
Astrid Lindgrens terrass invigdes den 15 september 2006 och har fått sitt namn efter författaren Astrid Lindgren som bodde på Dalagatan 46, mittemot terrassen, i 60 år.
Omedelbart efter Lindgrens död 2002 engagerade sig allmänhet och politiker i Stockholm i att genom en gata eller ett torg hedra hennes minne. Att det skulle ligga nära den plats där hon hade verkat var alla överens om. Några ville ersätta en del av Dalagatan med ”Astrid Lindgrens gata”, andra föreslog att döpa om hela Vasaparken till "Astrid Lindgrens park", då parken ligger mittemot hennes bostad. Stadsbyggnadsnämndens namnberedning fastnade varken för "Dalagatan-förslaget" eller ”Vasaparks-förslaget”. Inte heller Lindgrens familj ville att Dalagatan skulle byta namn. Däremot vann förslaget om en "Astrid Lindgrens terrass" i Vasaparkens östra del både namnberedningens och familjens bifall.
I sin motivering skrev namnberedningen bland annat att "...med terrassen hedras Astrid Lindgrens minne på ett enkelt sätt - precis som hon själv var - inte storslaget, men värdigt…" Stadsbyggnadsnämnden beslutade den 15 januari 2004 att fastställa Astrid Lindgrens Terrass som nytt namn för del av Vasaparken som vetter mot Dalagatan.
I terrassen har det anordnats några låga stenmurar med planteringar och sittplatser.